# Borziatelep
Borziatelep (románul: Borzia) falu Maros megyében, Erdélyben. Közigazgatásilag Ratosnya községhez tartozik.

## Fekvése
A Maros völgyében fekszik (a Felső-Maros-áttörés nevű szorosban), 505 m-es tengerszint feletti magasságban, a Kelemen-havasok és a Görgényi-havasok között, Szászrégentől 30 km-re északkeletre, az E578 európai úttól 1 km-re.

## Képgaléria
- Képgaléria Borziatelepről a www.erdely-szep.hu honlapon